# A Cowboy Argument
A Cowboy Argument è un cortometraggio muto del 1909. Il nome del regista non viene riportato nei credit del film.

## Trama
Nel West, in un saloon, un indiano che sta fumando tranquillamente la sua pipa viene picchiato da Jim, un cowboy ubriaco. L'indiano sta per reagire con un coltello, ma la rissa viene sedata da Jack, un altro cowboy che calma i presenti. Jim se ne va in sella al suo cavallo: al ranch, infastidisce la padrona, una giovane donna fidanzata con Jack. Quest'ultimo interviene ancora una volta e, dopo aver riportato in casa la ragazza, torna alla locanda. Vi incontra di nuovo Jim: i due fanno a gara per colpire un'aquila che sta volando sopra di loro. Poi litigano per aggiudicarsi il colpo senza riuscire a dimostrare chi è il vincitore. Decidono di giocarsi la vittoria a carte ma, prima di entrare nel saloon, Jim armeggia con i suoi stivali dove nasconde delle carte. Al momento di tirare la carta più alta, prende quella nascosta nello stivale, vincendo la partita. Jack, infuriato, gli spara. Poi salta a cavallo e ritorna al ranch. Racconta tutto alla fidanzata che si scambia gli abiti con lui, volendo depistare in questo modo i cowboy che gli si sono messi alle costole. Gli uomini, però, alla fine riescono a catturare Jack e stanno già per impiccarlo quando interviene l'indiano che racconta loro dell'imbroglio di Jim. Lo vanno allora a cercare e scoprono le carte nei suoi stivali. Tirano via la corda dal collo di Jack e la usano per legare Jim che viene così portato via, mentre il cowboy resta finalmente insieme alla sua ragazza.

## Produzione
Il film fu prodotto dalla Lubin Manufacturing Company.

## Distribuzione
Distribuito dalla Lubin Manufacturing Company, il film - un cortometraggio della lunghezza di 183 metri - uscì nelle sale cinematografiche statunitensi il 15 marzo 1909. Nelle proiezioni, veniva programmato con il sistema dello split reel, accorpato in un'unica bobina con un altro cortometraggio prodotto dalla Lubin, la commedia Talked to Death.